# Нові динозаври: Альтернативна еволюція
«Нові динозаври: Альтернативна еволюція» (англ. The New Dinosaurs: An Alternative Evolution) — науково-популярна книга британського письменника Дугала Діксона 1988 року. Написана в жанрі фантастики і спекулятивної еволюції, стилізована під енциклопедію, вона присвячена викладу авторської гіпотези про те, як би надалі еволюціонували динозаври, якби не сталося крейда-палеогенового вимирання.
Це друга книга, видана Дугалом Діксоном у цьому жанрі (раніше в 1981 році вийшла його «Після людини: Зоологія майбутнього», а згодом в 1990 — «Людина після людини: Антропологія майбутнього»). Передмову написав британський зоолог Моріс Десмонд.
Українською не перекладена. Не виданий у книжковому варіанті переклад російською мовою (2009) здійснив Павло Волков, ентузіаст-популяризатор сучасної теорії еволюції.

## Зміст книги
На початку книги автор описує думки науковців щодо причин вимирання динозаврів: зіткнення Землі з астероїдом або кометою, вплив континентального дрейфу, схиляючись до першої. Наприкінці розділу Дугал Діксон задається питанням як розвивалося б життя, якщо астероїд пролетів би повз планету.
В розділі «Що таке динозавр?» міститься огляд еволюції динозаврів, звіроподібних рептилій. Також автор вказує на можливу наявність в динозаврів шерсті чи пуху (ця думка спростована пізнішими дослідженнями). Далі знаходиться інформація про різноманітність динозаврів, розташування материків від кінця мезозойської ери до сучасності, зоогеографічні області, та їх вплив на анатомію тварин.
Першою описується Ефіопська область, що відповідає Африці. Там проживають такі динозаври як деревні осоїд, стрибаючий арброзавр, аналоги сучасних жирафів, степових птахів. В пустелях існують вірм і пісколаз, які полюють на безхребетних, але мають різні механізми пристосування до пустелі. На Мадагаскарі практично без змін збереглися мегалозаври і титанозаври, але він них відділилися і похідні карликові форми.
Палеарктична область відповідає Євразії. В її листопадних і змішаних лісах розвинулися колоніальні динозаври з кастами, що будують хатки. Існують ссавці, такі як плаваючий комахоїдний струмковик. В холодних зонах такі динозаври, як двоногий шишкоїд, мають жировий прошарок. Також там поширені нелітаючі зграйні птахи топтуни зростом до 3 м. Трав'янисті рівнини населять нащадки анкілозаврів — тарантери, здатні зберігати воду завдяки будові свого панцира. Від гіпсилофодона походить дебаріл, зовні подібний на тушканчика.
В Північній Америці можна зустріти спринтозаврів, які мають на голові гребені та займають нішу оленів. Від целурозаврів розвинулися хижі кігтеносці, озброєні одним кігтем на кожній передній лапі та покриті хутром. Там же існують подібні на шерстистих носорогів динозаври однороги, похідні від цератопсів. В листопадних лісах живуть деревні динозаври.
Південну Америку населяють відповідники панголінів, ламантинів, нелітаючі подібні на колібрі медолизи. Коли Північна і Південна Америки з'єдналися перешийком, багато динозаврів з Північної витіснили місцеві види. Так, тиранозавр втратив передні лапи та набув іншого розташування стегон і здатності висувати щелепи з суглобів для заковтування здобичі. Він називається проглотом.
В Південно-східній Азії нещодавно вимерли останні стегозаври, виникли рослиноїдні ящери-панди, здатні до планерування між деревами флурітти.
Австралазійська область включає Австралію та навколишні острови. Описувані динозаври зайняли екологічні ніші фламінго, казуарів. Місцевий амоніт кокосовий злодій розвинув здатність виповзати на сушу і поїдати впалі кокосові горіхи.
В кінці книги описуються океани, які населяють динозаври та морські рептилії, схожі на китів, тюленів. Згадуються амоніти, які використовують раковину як поплавок, виловлюючи щупальцями здобич біля поверхні води.
Післямова містить думки щодо появи динозаврів у фантастичній літературі, можливості їх існування в наш час у віддалених регіонах, і критична оцінка можливості появи розумних динозаврів.

## Сприйняття
«Нові динозаври» стали бестселером і, як і попередня книга «Після людини», твір отримав позитивні відгуки критиків. Вільям Ф. Оллман у журналі «U.S. News & World Report», похвалив, що Діксон вивів вигаданих тварин з реальних динозаврів, екстраполюючи їхній розвиток. За висновком критика, більшість дослідників динозаврів погодилися б із тим, що якби вимирання не сталося, то динозаври, ймовірно, домінували б на планеті донині. Рецензії в «Smithsonian», «School Library Journal» і «Booklist» також були позитивними, рецензенти назвали книгу «альтернативною історією світу» і «квінтесенцією „що було б, якби“ — книгою для любителів динозаврів».
Разом з тим палеонтологи та біологи критикували, що описані в книзі тварини є повними відповідниками сучасних тварин. У рецензії на книгу 1990 року дослідник Грегорі С. Пол назвав наземного птерозавра з неї «мабуть, найгіршим звіром у книзі» та «непереконливим», зазначивши, що, на його думку, неможливо, щоб птерозаври еволюціонували до тварин, схожих на жирафів, адже таку нішу вже займали наземні динозаври. У 1992 році дослідник Девід Анвін висловив те ж саме, вважаючи чотириногих і травоїдних птерозаврів малоймовірними. У 2008 році британський палеонтолог і письменник-науковець Даррен Нейш оцінив наземного птерозавра більш ймовірним, зазначивши, що якби птерозаври стали наземними, то саме представники групи Azhdarchidae, як і описував Діксон, зробили це першими. Пол, Анвін і Нейш вказали на те, що величезне розмаїття птерозаврів у книзі сумнівне, оскільки ця група рептилій характеризувалася малою різноманітністю вже на момент вимирання в крейдяно-палеогеновому періоді, а Azhdarchidae лишалися єдиною живою групою. Пол також заявив, що вважає сумнівним виживання птерозаврів у кайнозої, навіть якби вимирання не відбулося.
Деякі з вигаданих Діксоном динозаврів нагадують реальних динозаврів мезозойської ери, відкритих після виходу книги. Наприклад, динозавр-мурахоїд нагадує альваресзаврид; динозавр з подовженими пальцями, що лазить по деревах — скансоріоптерикса; також підтверджено існування дереволазних тероподів, таких, як мікрораптор.

## Вплив
У фільмі Пітера Джексона «Кінг-Конг» 2005 року зображена екосистема, населена нащадками мезозойських тварин. Дизайнери цих тварин з Weta Workshop надихалися роботами Діксона, зокрема «Новими динозаврами».
У 2008 році книга «Нові динозаври» була адаптована в японську манґу компанією Diamond.

## Видання
- The New Dinosaurs: An Alternative Evolution. — Salem House Publishers, 1988. — 120 р. |isbn 9780881623017.

## Виноски
1. ↑  Дугал Диксон "Новые динозавры". www.sivatherium.narod.ru. Процитовано 30 листопада 2018.
2. ↑  Эволюция без границ. Сайт Павла Волкова • sivatherium.narod.ru • Каталог научных и научно-популярных сайтов Рунета. «Элементы» (рос.). Процитовано 12 вересня 2021.
3. ↑  Stableford, Brian (6 вересня 2006). Science Fact and Science Fiction: An Encyclopedia (англ.). Routledge. с. 130. ISBN 978-1-135-92374-7.
4. 1 2  Dixon, Dougal 1947– – Encyclopedia.com. www.encyclopedia.com. Процитовано 21 грудня 2023.
5. ↑  Come back Lank, (nearly) all is forgiven – ScienceBlogs. scienceblogs.com (англ.). Процитовано 21 грудня 2023.
6. ↑  Black, Riley. "Alternative Evolution" of Dinosaurs Foresaw Contemporary Paleo Finds [Slide Show]. Scientific American (англ.). Процитовано 21 грудня 2023.
7. ↑  Naish, Darren. Of After Man, The New Dinosaurs and Greenworld: an interview with Dougal Dixon. Scientific American Blog Network (англ.). Процитовано 21 грудня 2023.
8. ↑  This palaeontologist brought children’s dinosaur drawings to life and it’s all kinds of cute. The Irish News (англ.). 21 грудня 2017. Процитовано 21 грудня 2023.
9. ↑  Recreating the Eighth Wonder: The Making of King Kong (DVD). Universal. 2006.